# Arboudji
Arboudji (auch: Arbouji) ist ein Dorf in der Stadtgemeinde Téra in Niger.

## Geographie
Das von einem traditionellen Ortsvorsteher (chef traditionnel) geleitete Dorf befindet sich rund 16 Kilometer südlich des Stadtzentrums von Téra, der Hauptstadt des gleichnamigen Departements Téra, das zur Region Tillabéri gehört. Zu den Siedlungen in der näheren Umgebung von Arboudji zählen Largadi und Diagourou im Nordosten sowie Dar Es Salam und Yélo Taka im Südosten.
Arboudji ist Teil der Übergangszone zwischen Sahel und Sudan. Die durchschnittliche jährliche Niederschlagsmenge beträgt hier zwischen 400 und 500 mm. Beim Dorf verläuft das Trockental Tilim, ein 77 Kilometer langes Nebental des Dargol. Hier erstreckt sich ein pegmatitisches Gesteinsfeld, das im Steinbruch von Arboudji erschlossen wurde.

## Geschichte
Eine bewaffnete Gruppe griff am 5. Dezember 2024 in Arboudji auf Motorrädern ein Fahrzeug des öffentlichen Verkehrs an und verübte ein Massaker unter den Passagieren. Die Angreifer töteten 21 Menschen. Die Region war schon länger verstärkt derartigen Attacken ausgesetzt, etwa im Mai 2024 in Diambala.

## Bevölkerung
Bei der Volkszählung 2012 hatte Arboudji 280 Einwohner, die in 35 Haushalten lebten.